# 秋元大輔
秋元 大輔（あきもと だいすけ、1982年8月18日 - ）は、日本の録音技師である。

## 来歴
1982年（昭和57年）8月18日、北海道伊達市で生まれる。 幼少の頃から、家の車についていたカーステレオをいじるのが好きで、その影響から夜中のAMラジオ放送を録音してマイカセットテープを集めていた。札幌の専門学校入学3ヶ月の時に、音響のアルバイトで知り合った人に声をかけられ、札幌の録音スタジオに入社。当時18歳のころだった。 
スタジオで、音楽レコーディングや、番組・CMなどのMAをはじめ、ライブ・舞台・RisingSunRockFesなどの音響業務や、スポーツ・生放送などのテレビ中継業務 に携わる。 
2007年に退社し、上京。映画の世界に入って追求し続ける。現在、映画・CM・VPなど現場録音からMA・ダビング仕上げまでを手がける。

## おもなフィルモグラフィ

### 劇場映画
- 『バッシング (映画)』 : 監督小林政広、2005年 カンヌ国際映画祭コンペティション部門出品作品
- 『愛の予感』 : 監督小林政広、2007年 ロカルノ国際映画祭グランプリ作品
- 『壁男』 : 監督早川渉、2007年
- 『裏アカ』 : 監督加藤卓哉、2020年
- 『スマホを落としただけなのに 囚われの殺人鬼』 : 監督中田秀夫、2020年
- 『事故物件 恐い間取り』 : 監督中田秀夫、2020年
- 『さがす』 : 監督片山慎三、2022年
- 『“それ”がいる森』 : 監督中田秀夫、2022年
- 『禁じられた遊び』 : 監督中田秀夫、2023年
- 『雨の中の慾情』 : 監督片山慎三、2024年
- 『悪い夏』 : 監督城定秀夫、2025年
- 『事故物件ゾク 恐い間取り』 : 監督中田秀夫、2025年
- 『THE オリバーな犬、 (Gosh!!) このヤロウ MOVIE』 : 監督オダギリジョー、2025年

### テレビドラマ
- WOWOW『さまよう刃』 : 監督片山慎三、2021年
- NHK『オリバーな犬、 (Gosh!!) このヤロウ』、監督オダギリジョー2021年
- ABC『●●ちゃん』、監督塚本連平2023年

### 配信
- 『バチェラー・ジャパン シーズン２』 : Amazonプライム・ビデオ、2018年
- 『ガス人間』 : Netflix、2026年

### PV
- 『GiANT KiLLERS/BiSH』 :、2017年発売
- 『BGMR/乃木坂46 賀喜遥香』 :、2021年6月発売
- 『年をかさねて/all at once』 :、2021年8月発売